# Atletika na Letních olympijských hrách 1992 – desetiboj muži
Desetiboj na LOH 1992 v Barceloně (5. - 6. srpna 1992) byla kláním nejlepších vícebojařů planety. Nedorazil pouze favorizovaný Američan Dan O'Brien, který neskočil při domácí kvalifikaci základ v tyči. O několik týdnů později nicméně překonal světový rekord Daleyho Thompsona ve francouzském Talence výkonem 8891 bodů. V Barceloně se stal nakonec vítězem Čech Robert Změlík výkonem 8611 bodů. O 199 bodů porazil domácího závodníka Antonia Peñalvera (8312 b.) a o 302 bodů bronzového Američana Davea Johnsona (8311 b.). Změlík tak představuje jakéhosi předchůdce skvělých českých vícebojařů Tomáše Dvořáka a Romana Šebrleho (který zvítězil na LOH 2004 v Athénách). Ze 36 startujících vícebojařů závod dokončilo 28.

## Průběh medailového boje
Změlík si vedl velmi dobře od začátku, zaběhl jednu z nejrychlejších "stovek" (10,78 s) a zvítězil přede všemi v dálce (787 cm). Antonio Peñalver (11,09 - 754) i Johnson (11,16 - 733) zůstali vzadu. V kouli jasně kraloval Antonio Peñalver s 16,50 m, Johnson vrhl 15,28 m a Změlíkův náskok tak mírně stáhli (14,53 m). Ve výšce skočili Antonio Peñalver i Změlík 206 cm, Johnson zůstal na 200 cm. Na 400 metrů byl o víc než vteřinu (48,65 s) lepší Změlík (Peñalver 49,66 s, Johnson 49,76 s). Rovněž na 110 m překážek Změlík kraloval časem 13,95 s, zatímco Španělovi muselo stačit 14,58 s a Američan zvládl jen 14,76 s. V disku si naopak vedl lépe Antonio Peñalver (49,68 m) i Johnson (49,12 m) před Změlíkem (45,00 m). V tyči skončil Antonio Peñalver na 490 cm, zatímco Johnson i Změlík se přenesli přes 510 cm. V oštěpu byl z medailistů nejlepší Američan (62,86 m), Změlík (59,06 m) lehce porazil Antonia Peñalvera (58,64 m). V závěrečném běhu na 1500 metrů si Změlík s velkým náskokem pohlídal zlato (4:27,21 min) před Peñalverem (4:38,02 min) i Johnsonem (4:36,63 min). Změlík v průběhu závodu vyhrál dvě disciplíny (dálku a 110 m př.) a byl zcela suverénní. Někteří z budoucích velkých vícebojařů (Erki Nool, Mike Smith nebo Eduard Hämäläinen) závod nedokončili.